# Silvestre Varela
Silvestre Manuel Gonçalves Varela, född 2 februari 1985 i Almada, är en portugisisk fotbollsspelare (ytter) som spelar för Belenenses.

## Landslagskarriär
Varela debuterade för Portugals landslag den 3 mars 2010 i en 2–0-vinst över Kina. Han gjorde sitt första mål i landslaget den 26 mars 2011 i en 1–1-match mot Chile.

## Meriter
Porto
- UEFA Europa League: 2010–11
- Portugisiska ligan: 2010–11, 2011–12
- Portugisiska cupen: 2009–10, 2010–11
- Portugisiska supercupen: 2009, 2010, 2011
- UEFA Super Cup: Andra plats 2011
- Portugisiska ligacupen: Andra plats 2009–10